# Chanakin

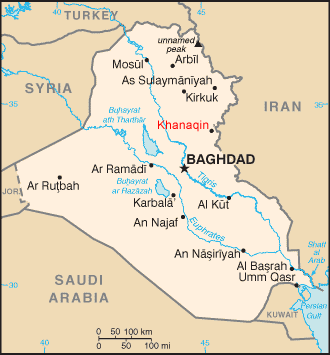
Położenie miasta Chanakin na mapie Iraku

Chanakin (arab. خانقين) – miasto we wschodnim Iraku, w pobliżu granicy z Iranem, w muhafazie Dijala. Liczba mieszkańców: 175 000.
10 listopada 1942 w Chanakinie rozpoczęto formowanie 8 Pułku Artylerii Przeciwlotniczej Ciężkiej – jednostki Armii Polskiej na Wschodzie.